# J. Scott Weaver
Pour les articles homonymes, voir Weaver.
J. Scott Weaver, né en 1940 et décédé en 2008 est un astronome américain.

## Biographie
Il a été professeur de géologie, physique et d'astronomie à l'Université d'Alfred (en) aux États-Unis dans l'État de New-York.
Le Centre des planètes mineures le crédite de la découverte de deux astéroïdes, effectuée au cours de l'année 1997 avec la collaboration de David R. De Graff.
L'astéroïde (96344) Scottweaver lui est dédié,.
| (31113) Stull     | 19 août 1997     |
| (152641) Fredreed | 5 septembre 1997 |